# Portal espaciotemporal
|  | Aquest article tracta dels portals espaciotemporals així com de portals espacials o de portals únicament temporals. |

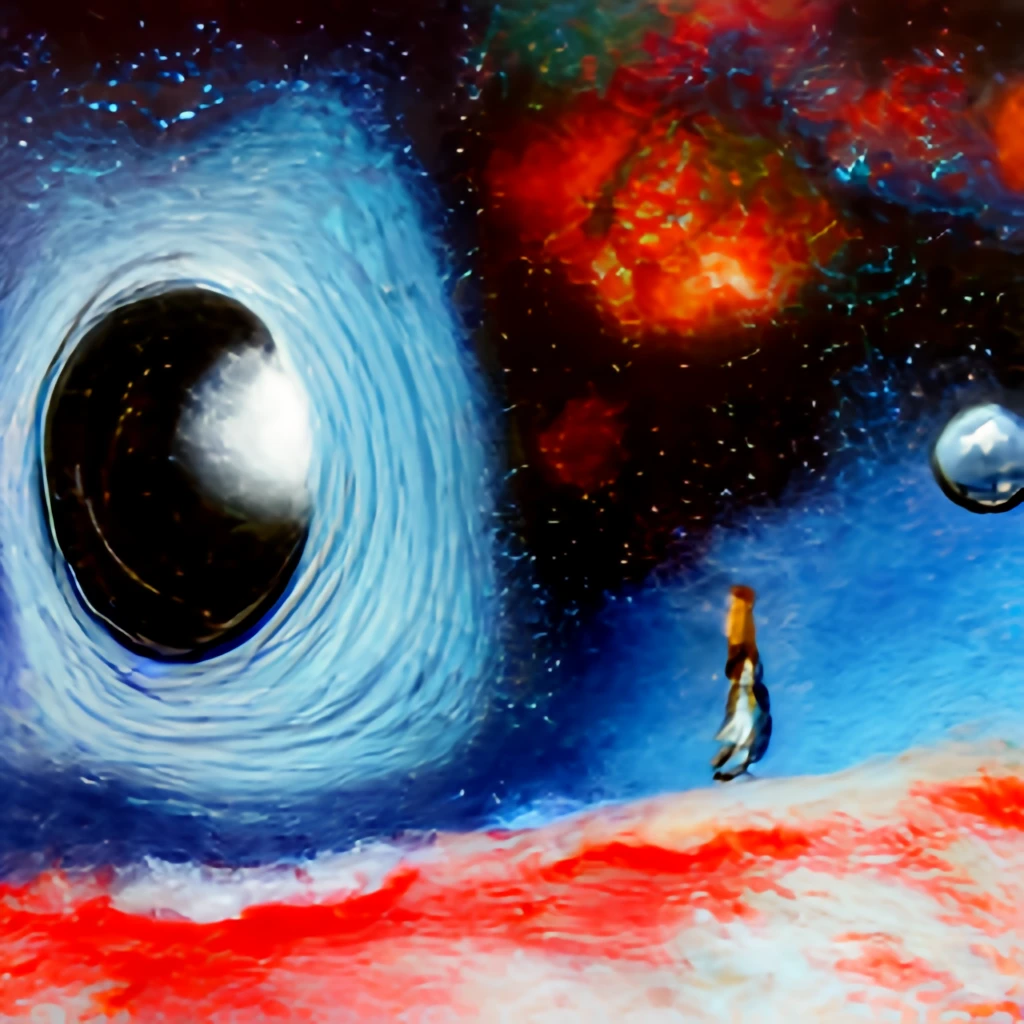
Portal espaciotemporal dibuixat per una intel·ligència artificial.

Un portal espaciotemporal, porta estel·lar o portal multidimensional (en anglès: space-time portal) és un concepte que té el seu origen en la literatura fictícia tot i que també s'ha estès en el cinema i en la ciència. Aquest concepte és sovint usat en les novel·les i pel·lícules de ciència-ficció, també en teories de l'Univers o en àmbits d'astronomia, astrobiologia o física quàntica. Un portal espaciotemporal consisteix en un portal —no sempre amb una estructura visible— que consta d'una obertura en l'espai-temps i que sovint permet viatjar a espais i temps diferents a l'instant i el lloc en els quals s'ha accedit al portal. En el cinema i la literatura també, les anomenades màquines del temps obririen un portal d'aquests per tal de poder emprendre un viatge en el temps, malgrat viatjar en el temps, aquestes màquines normalment només obririen portals temporals, ja que se suposa que viatgen al mateix lloc. També hi ha portals unidimensionals en l'espai, aquests portals el que farien seria tan sols un trasllat espacial (anar del punt X a un punt Y; on X i Y no són iguals) mantenint el mateix temps que l'inicial abans d'entrar al portal.
Els avenços de la ciència en l'actualitat permeteren que la NASA descobrís l'existència d'uns tipus de portals com aquests que s'usen en la ciència-ficció, als quals anomenà punts-X (X-points) o regions de difusió d'electrons (electron diffusion regions), i que són —segons el físic de la Universitat d'Iowa Jack Scudder— «llocs on el camp magnètic de la Terra es connecta al camp magnètic del Sol, creant un camí ininterromput que va des del nostre propi planeta a l'atmosfera del sol a 93 milions de milles de distància».

## Portals unidimensionals
Els portals unidimensionals es diferencien dels multidimensionals i es caracteritzen per tenir tan sols una direcció en el que seria l'espaitemps, alterant-ne només una de les dues. Per això entre aquests dos tipus diferents de portals hi ha certa semblança amb els fenòmens de teletransport o de viatge en el temps, però el que diferencia aquests dos fenòmens dels portals és el fet de l'existència d'una estructura "la porta" o d'una zona que és la que permet que es produeixi el fenomen del canvi d'espai o de temps. Per això dintre dels fenòmens del canvi d'espai parlem dels portals espacials i dintre dels fenòmens del canvi en el temps, dels portals temporals:

## Portals en la cultura

### En el cinema
En tot l'Univers de Stargate (literalment en català "porta estel·lar") apareix un portal espaciotemporal que "transporta", els qui entren a través seu, en un espaitemps diferent del qual inicialment es troben. També en l'Univers de Star Trek s'usa un portal multidimensional. En la pel·lícula Timeline usen un portal espaciotemporal —en un laboratori construït sobre d'ell— per viatjar al passat. A la pel·lícula La màquina del temps s'usaria una màquina del temps que obriria un portal temporal que permetria viatjar tant al passat com al futur. A la saga de Back to the Future amb un DeLorean viatjarien també a través d'un portal del temps.